# Kinesko zelje
Kinesko zelje (pak choi, kineska raštika, kineski kupus, Brassica rapa subsp. chinensis) dolazi iz istočne Azije, i predstavlja je važno povrće u južnoj i središnjoj Kini gdje se uzgaja već 6000 godina. U 14 stoljeću proširio se na sve dijelove Kine, a početkom 20. stoljeća stigao je u Koreju i Japan. Postoji velik broj različitih tipova i oblika koji se razlikuju samo po izgledu i veličini. 
U Hrvatskoj se pod imenom kinesko zelje ili kineski kupus naziva i prodaje i druga podvrsta kupusa, Brassica rapa subsp. pekinensis koja formira prepoznatljive dugoljaste glavice.
Kinesko zelje je jednogodišnja biljka bogata vitaminima A, B6 C, D i K, folnom kiselinom i kalcijem i kalijem. Stabljike su mesnate.

## Vanjske poveznice
|  | Zajednički poslužitelj ima još gradiva o temi Brassica rapa subsp. chinensis |
|  | Wikivrste imaju podatke o taksonu Brassica rapa subsp. chinensis             |